# Natività con santi
La Natività con santi è un dipinto olio su tavola (300x185 cm) di Cima da Conegliano, databile al 1509 e conservata presso la chiesa di Santa Maria dei Carmini a Venezia.

## Descrizione
In un idilliaco paesaggio si svolge l'adorazione del Bambino appena nato. Maria si trova vicino alla culla di vimini e dietro di lei si vedono l'Arcangelo Raffaele e Tobiolo, col pesce e il cane; a sinistra san Giuseppe presenta un pastore inginocchiato nel cui ritratto è adombrato il committente, che ha portato un cesto di frutta e due colombi in dono, e dietro di loro si trovano un altro pastorello (Giovanni Battista?) e due nobili sante: Elena imperatrice, con la Vera Croce, e Caterina d'Alessandria, con la palma del martirio e ruota dentata rotta ai piedi. Al centro si vedono il bue e l'asinello.

## Altre immagini

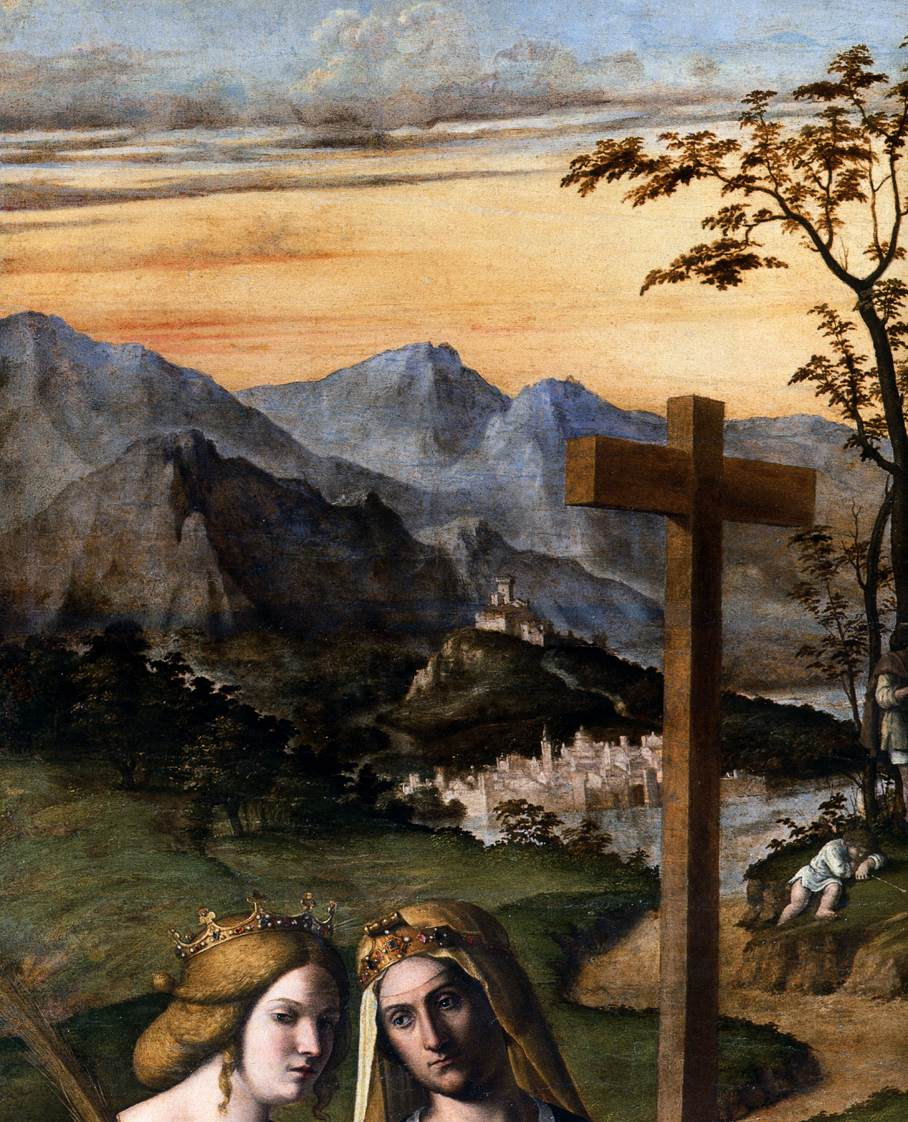
Dettaglio del paesaggio
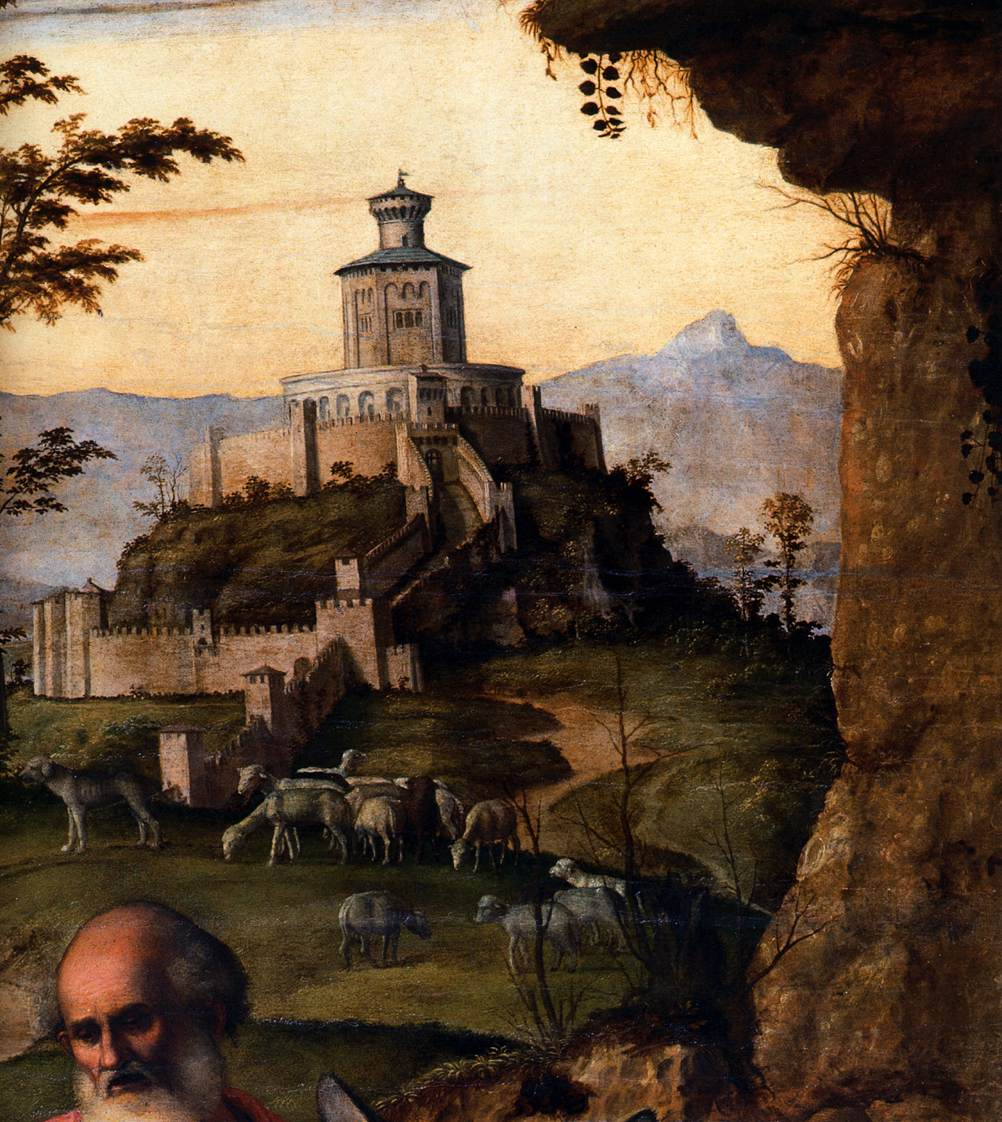
Dettaglio del castello